# Кармелитки Миссионерки Святой Терезы Младенца Иисуса
Кармелитки Миссионерки Святой Терезы Младенца Иисуса или Конгрегация Сестер Кармелиток Миссионерок Святой Терезы Младенца Иисуса (итал. Suore Carmelitane Missionarie di Santa Teresa del Bambin Gesù), (лат. Congregatio Sororum Carmelitarum Missionariorum a Sancta Teresa de Iesu Infantis) — женский институт посвящённой жизни в Римско-католической церкви, основанный 13 апреля 1930 года блаженной Марией Распятия в Санта-Маринелла (Италия) и утверждённый 3 октября 1963 года Святым Престолом. Институт является ветвью регулярных терциариев Ордена Кармелитов и обозначается аббревиатурой SCMSTBG.

## История
Институт образовался из общины, появившейся в Италии в 1909 году в Испике на Сицилии. Основательницей общины была Роза Курчо — терциарная кармелитка, принявшая имя Марии Распятия. Она вместе со сподвижницами занималась воспитанием и обучением девочек из малоимущих семей. В 1911 году общине поручили сиротский приют в Модике.
После отказа епископа диоцеза Ното, на территории которого действовала община, предоставить ей официальный статус, Мария Распятия обратилась за помощью к провинциальному настоятелю кармелитов на Сицилии священнику Альберто Грамматико. 17 мая 1925 года он в Риме познакомил её с собратом по ордену священником Лаврентием ван ден Эренбеемтом. Вместе они начали работу над основанием нового института. Местом пребывания конгрегации Мария Распятия избрала городок Санта-Маринелла, располагавшийся недалеко от Рима. 16 июля 1925 года новый институт стал ветвью регулярных терциариев Ордена Кармелитов.
Общине покровительствовали епископы Порто-Санта-Руфина кардинал Антонио Вико и его преемник Томмазо Пио Боджани. 13 апреля 1930 года институт получил статус епархиального учреждения. Название Конгрегации Сестер Кармелиток Миссионерок Святой Терезы Младенца Иисуса было дано ему Римским папой Пием XI.
15 октября 1945 года в Санта Маринелла состоялся первый генеральный капитул, на котором Мария Распятия была избрана в генеральные настоятельницы института. 3 октября 1963 года конгрегация получила от Святого Престола декрет одобрения и была окончательно утверждена в статусе института папского права. В Италии и заграницей были основаны новые общины.

## В настоящее время
В 2005 году более 300 сестер трудились в 42 домах конгрегации в Италии, Канаде, Бразилии, Танзании, Румынии, на Мальте и Филиппинах. Главный дом института находится в Риме.
Согласно новой Конституции, принятой 8 декабря 1986 года, конгрегация была разделена на пять провинций: Кармельской Божией Матери (Италия — Мальта), Святой Терезы Лизьеской (Бразилия), Святого Иосифа (Канада), священника Лаврентия ван ден Эрембеемта (Филиппины) и Святой Терезы Авильской (Танзания).

### Деятельность
Кармелитки Миссионерки Святой Терезы Младенца Иисуса сочетают созерцательную жизнь в духе кармелитов с апостольским служением в сфере школьного образования для девочек из малоимущих семей. Они также трудятся на приходах, оказывают помощь семьям, женщинам и детям из бедных слоев населения. Сестры, главным образом, несут служение в малых городах и сельской местности, где занимаются образованием и воспитанием девочек в духе христианского благочестия.

«Исполняйте с усердием и верностью свои обеты, будьте честными до самоотверженности, внимайте с любовью даже самой малой вещи, и, поступая по совести, помните о милосердии».
Мария Распятия (Курчо).

### Настоятельницы
- Блаженная Мария Распятия (Курчо) (1945—1957)
- Мария Грациетта (Джунта) (1957—1979)[4]
- Мария Филомена (Кукко) (1979—1991)[4]
- Мария Беатриса (Миньери) (1991—2003)[4]
- Мария Тарцизия (Карбоне) (с 2003)[4]

## Покровители конгрегации
Покровителями конгрегации являются Кармельская Божия Матерь, Святой Илия, Святой Альберт, Святой Иосиф, Святая Тереза Младенца Иисуса и Святая Тереза Иисуса. Особым уважением в конгрегации пользуются её основатели, священник Лаврентий ван ден Эрембеемт и блаженная Мария Распятия (Курчо), которая была причислена к лику блаженных 13 ноября 2005 года.

## Источник
- Annuario Pontificio, Libreria Editrice Vaticana, Città del Vaticano, 2007. ISBN 978-88-209-7908-9.
- Guerrino Pelliccia e Giancarlo Rocca (curr.), Dizionario degli Istituti di Perfezione (10 voll.), Edizioni paoline, Milano, 1974—2003.